# Gerhard Schikorr
Gerhard Oskar Emil Schikorr (Berlim, 16 de novembro de 1901 — ?) foi diretor do Korrosionslaboratorium in der Chemische Landesuntersuchungsanstalt Stuttgart (Laboratório de Corrosão do Instituto Estatal de Investigação Química de Stuttgart), tendo-se distinguido pelos seus estudos sobre a corrosão do aço e dos compostos de ferro.